# کارلوس میگل (بازیکن فوتبال)
کارلوس میگل (انگلیسی: Carlos Miguel؛ زادهٔ ۹ اکتبر ۱۹۹۸) بازیکن فوتبال اهل برزیل است که در حال حاضر برای باشگاه فوتبال ناتینگهام فارست بازی می‌کند. 